# Parectopa exorycha
Parectopa exorycha är en fjärilsart som beskrevs av Edward Meyrick 1928. Parectopa exorycha ingår i släktet Parectopa och familjen styltmalar. Inga underarter finns listade i Catalogue of Life.